# Illusion de Cornsweet

Illusion de Cornsweet. La partie gauche de l'image semble plus foncée que la droite. En réalité, elles ont la même luminosité.

Même image qu'au-dessus, mais la zone centrale est cachée. Les deux parties apparaissent bien avec la même luminosité.

La distribution réelle de luminance et la perception habituelle de cette luminance.

L'illusion de Cornsweet, aussi connue sous le nom d'illusion de Craik–O'Brien–Cornsweet  et  illusion de Craik–Cornsweet, est une illusion d'optique décrite en détail par Tom Cornsweet à la fin des années 1960. Auparavant, Craik et O'Brien avaient également fait des observations du même type.
Dans l'image de droite, la totalité de la région à droite de la zone centrale semble plus claire que la région de gauche alors qu'en réalité la luminosité est la même, comme on peut s'en apercevoir en noircissant complètement la zone centrale. 
Le phénomène est analogue à l'effet de contraste et aux bandes de Mach, mais en diffère par deux particularités importantes :
- dans les bandes de Mach, l'effet n'est perçu que dans une zone proche du gradient d'intensité, alors que dans l'illusion de Craik–O'Brien–Cornsweet une toute petite zone affecte la perception de la totalité de la figure, y compris pour les portions éloignées du centre ;
- dans l'illusion de Cornsweet, la région adjacente à la partie claire de la zone centrale apparaît plus claire, et la région adjacente à la partie sombre apparaît plus sombre, c'est-à-dire l'opposé des effets de contraste habituels.

La troisième figure donne l'explication courante de l'illusion. Une autre explication peut être trouvée dans l'article de Purves, Lotto et Nundy dans lequel elle est expliquée dans le cas de la représentation d'un solide éclairé. Les auteurs y expliquent notamment l'illusion par le fait que le système visuel et le cerveau sont mis dans une situation dans laquelle ils sont amenés à interpréter l'image sur une base empirique qui ressemble beaucoup à un réflexe. D'après eux : «...[la perception] n'est pas en accord avec les caractéristiques du stimulus rétinien, ni avec les propriétés des objets sous-jacents, mais avec ce que les stimuli identiques ou similaires ont signifié par le passé ».